# سهره دیوکا
فرخنده معمولی (نام علمی: Diuca diuca) نام یک گونه از سرده فرخنده‌های آند است.